# La Sagesse des foules
La Sagesse des foules est un livre écrit par James Surowiecki, publié en 2004, traduit en français en 2008, à propos de l'agrégation de l'information dans les groupes, résultant en évaluations qui, selon un théorème qu'il fournit, seront souvent meilleures non seulement que celles d'individus isolés du groupe, mais que la moyenne des évaluations du groupe (la différence provenant d'une prise en compte de l'information de diversité). Le livre présente plusieurs études de cas et anecdotes illustrant cette thèse. Il applique cette théorie de l'intelligence collective à plusieurs domaines dont l'économie, la politique et la psychologie. Surowiecki se penche également sur l'émergence des marchés prédictifs en tant qu'outil d'exploitation de la sagesse des foules.
Le titre est une allusion à la Folie des foules (en) de Charles Mackay, publié en 1841.

## Thèse
Il est communément admis que les gens adoptent certains comportements particuliers lorsqu'ils se réunissent en foule. Ainsi, selon la Psychologie des Foules de Gustave Le Bon, « l'individu se trouve altéré par la foule, devient surtout soumis à l’inconscient, et régresse vers un stade primaire de l’humanité. » Cette constatation peut entraîner une perception négative du comportement de l'humain en foule. Pierre Desproges exprime par exemple que lorsque des hommes sont réunis, « leur intelligence ne s'additionne pas, elle se divise ». Georges Brassens chante également que « le pluriel ne vaut rien à l'homme, et sitôt qu'on est plus de quatre on devient une bande de... ».
La Sagesse des foules traite de plusieurs situations au cas inverse, où la perception et la résolution d'un problème sont plus efficaces par une foule que par n'importe quel individu en faisant partie ou non.
Comme premier exemple, Surowiecki cite une anecdote de 1906 issue du statisticien britannique Francis Galton. Galton — supposant au départ l'évaluation des experts plus fiable que celle de la foule — se rend à un marché de bétail anglais où a lieu un concours. Il s'agit de deviner le poids d'un bœuf après qu'il a été abattu et « débité ». Galton note plusieurs centaines de paris (787) et découvre que leur médiane est de 1 207 livres (547 kg) alors que le poids réel du bœuf est de 1 198 livres (543 kg), soit dans ce cas particulier une précision de 10-3, qui le surprend,.
Au-delà de la théorie de la « rationalité limitée » de l'économiste Herbert Simon, Surowiecki donne dans ce livre de nombreux exemples de problèmes selon lesquels la foule possèderait sinon une grande « sagesse » du moins un intéressant pouvoir d'évaluation statistique. Il propose ainsi une classification en trois catégories :
- connaissance, comme deviner le poids du bœuf ;
- coordination, comme choisir la meilleure heure pour aller travailler afin d'éviter les embouteillages, sachant que chaque conducteur se pose la même question ;
- coopération, tels qu'obtenir que plusieurs équipes indépendantes et ayant des intérêts personnels travaillent ensemble pour améliorer les résultats globaux d'une compagnie alors que ce travail va à l'encontre de leurs intérêts personnels.

Surowiecki discute alors ce qu'il considère comme la recette pour le succès dans l'intelligence de foule :
- diversité : avoir des personnes de divers milieux avec des idées originales ;
- indépendance : permettre à ces avis divers de s'exprimer sans influence, même des pairs ;
- décentralisation : agréger ces différents jugements plutôt que de laisser une autorité supérieure ou un système de vote (voir Condorcet et Arrow) déterminer le résultat.

L'originalité de son travail est de ne plus se limiter à la moyenne des estimations, mais d'introduire un facteur correctif lié à la diversité (que les statisticiens nomment écart-type), voire aux erreurs d'estimation individuelles elles-mêmes agrégées lorsque cette information est disponible, et de démontrer que sous des hypothèses simples comme négliger le bruit discret cette estimation sera optimale.
En conservant pour chaque évaluateur des informations sur le sens de ses erreurs d'évaluation habituelles (par excès ou par défaut) et leur amplitude, on obtient des facteurs correctifs encore plus efficaces. Or cette dernière information est facile à obtenir par les statistiques individualisées sur les achats effectifs ou au contraire les intentions d'achat sans suite (voir les articles Amazon et Yield management).

### Connaissance
Une expérience connue est souvent de demander à des étudiants de deviner combien de billes contient une bouteille qui en est remplie. La moyenne des réponses est souvent très proche du nombre réel et meilleure que celle de la plupart des étudiants de la classe, les biais cognitifs des étudiants se compensant dans une certaine mesure.
Ce type de cas est connu des bookmakers dans les jeux de pronostics.
Par exemple dans les courses hippiques, si la cote d'un cheval est de trois contre un, cela signifie que le cheval devrait gagner 25 % du temps selon l'opinion du marché des parieurs. Cette conjecture se révèle assez réaliste lorsque le marché du jeu est à la fois grand et liquide, autrement dit lorsque n'ont pas lieu des manipulations (« tuyaux » visant à biaiser les estimations) et que cet équilibre reflète la moyenne des perceptions des joueurs.
Exemple plus chargé de conséquences financières : le système PageRank, sur lequel repose Google, classe notamment les pages Web selon le nombre d'autres pages qui se dirigent vers elles, en tenant compte du poids individuel de chacune de ces pages. L'algorithme de Google, censé refléter donc l'« opinion » collective du web sur une page donnée, vise à classer les pages jugées le plus pertinentes. Or cet algorithme est à la base de son succès.
De même, l'université de l'Iowa a fondé en 1988 le projet Iowa Electronic Markets (en) (IEM) — marché électronique de l'Iowa. Ce système électronique a été conçu pour prévoir les résultats des prochaines élections. Les gens peuvent acheter et vendre les « contrats » en fonction de leur opinion sur le résultat des candidats. Par exemple si le prix de Bush est de 48 cents, cela signifie que le marché estime que Bush va glaner 48 % des suffrages de l'élection.
Entre 1988 et 2000, 596 scrutins ont été comparés au prix de la prévision de l'IEM le jour du scrutin ; l'IEM s'est révélé plus précis que les sondages trois fois sur quatre.
L'auteur se demande aussi si un groupe prend de meilleures décisions lorsqu'une récompense leur est liée ; l'incitation financière selon lui fonctionne correctement mais le crédit (réputation, « karma ») et la considération sont d'autres formes d'incitations efficaces.
Ces méthodes sont également intéressantes pour les entreprises car les outils de groupware fournissent une mine exploitable (voir l'article Data mining) d'information a priori non biaisée. Il en va de même pour l'exploitation des réactions de clients « individuels » aux promotions dans les supermarchés (d'où les fameuses « cartes client »), etc.

### Coordination
La coordination demande de penser au choix qu'on considère comme étant le meilleur en fonction d'une évaluation de celui des autres, domaine jusque-là étudié par la théorie des jeux. Une coordination incorrecte mènerait à des situations paradoxales comme des boîtes de nuit où « personne ne va désormais, car il y a beaucoup trop de monde ».
Les études sociales mettent en évidence que nous possédons des points de focalisation sur lesquels les attentes convergent par convention tacite. Ainsi, dans un bureau, partir déjeuner ensemble vers midi ou une autre heure ; retrouver une personne avec qui on ne peut communiquer dans un point central, etc.
Ces conventions tacites sont fréquentes. Ainsi l'attribution de siège dans le métro est résolue par « le premier arrivé est le premier servi ». Quand on demande poliment à un passager assis s'il accepte de laisser son siège, sans fournir de justification, la réponse est souvent positive, car cette requête brise une convention et laisse supposer une raison elle-même importante.
Un marché libre cherche à résoudre un problème de coordination très complexe : obtenir que la bonne ressource soit investie au bon endroit au bon coût. Arrow et Debreu ont montré que cet objectif peut être atteint à condition que chaque acheteur et chaque vendeur possède l'ensemble des informations. Quelques centaines d'expériences[réf. souhaitée] suggèrent que si chaque acteur possède une information qu'il ne dévoile pas et qu'il utilise pour acheter ou vendre ses titres, le résultat sera voisin : le marché atteint un équilibre malgré cette information imparfaitement partagée.
La volatilité des marchés et parfois les « bulles » suivies de leur éclatement rappellent que cette approche possède aussi une instabilité, à laquelle Benoît Mandelbrot a consacré un ouvrage coécrit avec Richard Hudson.

## Éditions de référence
- (en) James Surowiecki, The wisdom of crowds : why the many are smarter than the few and how collective wisdom shapes business, economics, society and nations, New York, Doubleday, 2004, 320 p. (ISBN 978-0-316-86173-1)
- James Surowiecki, La Sagesse des foules, 2008, Éditions Jean-Claude Lattès  (ISBN 978-2709628914).